# 锐叶茴芹
锐叶茴芹（学名：Pimpinella arguta）为伞形科茴芹属下的一个种。

## 扩展阅读
- 維基物種上的相關：锐叶茴芹